# Вічада
Вічада (ісп. Vichada)   — один з департаментів Колумбії. Розташовується на сході країни у басейні річки Оріноко, на півночі та сході межує з Венесуелою. Адміністративний центр  — місто Пуерто-Карреньйо.

## Муніципалітети

Муніципалітети департаменту Вічада.

| № | Прапор | Муніципалітети                    | Площа, км² | Населення, осіб (2010) |
| - | ------ | --------------------------------- | ---------- | ---------------------- |
| 1 |        | Кумарибо (Cumaribo)               | 65 193     | 4 312                  |
| 2 |        | Ла-Прімавера (La Primavera)       | 22 159     | 14 344                 |
| 3 |        | Пуерто-Карреньйо (Puerto Carreño) | 12 409     | 10 034                 |
| 4 |        | Санта-Росалія (Santa Rosalía)     | 2 018      | 3 250                  |